# أرنولد إريك بيرغر
أرنولد إريك بيرغر (بالألمانية: Arnold Berger)‏ (و. 1862 – 1948 م) هو مؤرخ أدبي، ومؤرخ، وأستاذ جامعي ألماني، ولد في راسيبورز، توفي في سيهيم - يوجينهايم، عن عمر يناهز 86 عاماً.